# Luciano Delfino
Luciano Delfino (Alessandria, 9 agosto 1932 – Genova, 19 maggio 2015) è stato un calciatore e allenatore di calcio italiano, di ruolo centrocampista.

## Biografia
Nato ad Alessandria, svolse la maggior parte della sua carriera agonistica in Liguria. Morì a Genova nel maggio 2015 all'età di 82 anni a causa di un malore.

## Carriera

### Calciatore

#### Club
Formatosi nella Sestrese, club con il quale gioca le prime stagioni della sua carriera, passa nel 1952 al Genoa, che militava in serie B esordendovi il 23 novembre nella sconfitta casalinga per 2 a 1 contro il Modena.
Il primo gol tra le file del Grifone lo segna il 31 maggio 1953 nel pareggio esterno per uno a uno contro il Messina.
Al termine della stagione il Genoa si piazzò al primo posto della serie B, ottenendo la promozione nella Serie A 1953-1954.
Con i rossoblu disputa sei stagioni in serie A. A partire dalla stagione 1954-1955 cambia ruolo, da ala sinistra a laterale sinistro, diventando uno dei cardini del centrocampo genoano.
Nel 1959 passa all'Udinese, con cui ottiene la salvezza nella Serie A 1959-1960 e la qualificazione alla Coppa Mitropa 1960.
Nel 1960 passa al Savona, militante nel girone A della Serie C 1960-1961, che lascerà nell'aprile 1961 per chiudere la carriera nella Ternana in serie D.
In carriera ha collezionato complessivamente 109 presenze ed una rete in Serie A (realizzata in occasione della sconfitta esterna del Genoa con la Roma del 6 ottobre 1957) e 3 presenze ed una rete in Serie B

#### Nazionale
Il 15 gennaio 1955, durante la sua militanza nel Genoa, giocò una partita in Nazionale Under-23.

#### Palmarès
- Campionato italiano di Serie B: 1

Genoa: 1952-1953

### Allenatore
Delfino allenò vari club dilettantistici liguri tra cui il Pontedecimo. Fu presidente degli allenatori liguri sino al 2009.

## Palmarès

### Giocatore

#### Competizioni nazionali
- Serie B: 1

Genoa: 1952-1953